# Asiatische Grippe

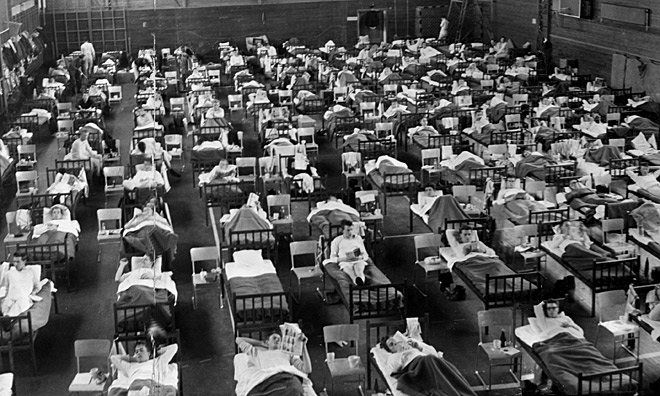
Notlazarett in einer schwedischen Turnhalle während der Asiatischen Grippe (1957)

Die Asiatische Grippe war nach der Spanischen Grippe die zweitschlimmste Influenza-Pandemie des 20. Jahrhunderts. Sie wurde durch das Influenzavirus A/Singapore/1/57 (H2N2) ausgelöst. Die Asiatische Grippe brach 1957 aus und hatte ihren Ursprung vermutlich in der Volksrepublik China. Ihr fielen 1957 und 1958 weltweit Schätzungen zufolge eine bis zwei Millionen Menschen zum Opfer. In der Bundesrepublik Deutschland starben an der Asiatischen Grippe rund 30.000 Menschen. Die Asiatische Grippe wurde von einem Virus-Subtyp ausgelöst, der aus einer Kombination von einem menschlichen mit einem Geflügelpestvirus entstanden war (Antigenshift).
Zur Vorbeugung wurde damals empfohlen, mit Wasserstoffperoxid zu gurgeln und formalinhaltige Tabletten einzunehmen. 
A/H2N2 war leicht von Mensch zu Mensch übertragbar und verursachte bis 1968 alljährlich weitere Influenza-Infektionen. Danach wurde H2N2 vom Subtyp A/H3N2 „abgelöst“; A/H3N2 verursachte die als Hongkong-Grippe bezeichnete Pandemie in den Jahren 1968 und 1969. 2005 kam es in den USA zu einem Zwischenfall, als H2N2-Virusproben versehentlich an mehrere Labors verschickt wurden, was jedoch zu keinen neuerlichen Infektionen führte.